# أندريا أندرسون
أندريا أندرسون (بالإنجليزية: Andrea Anderson)‏ هي عداءة سريعة أمريكية، ولدت في 17 سبتمبر 1977 في Harbor City, Los Angeles ‏ في الولايات المتحدة.

## وصلات خارجية
- أندريا أندرسون على موقع الاتحاد الدولي لألعاب القوى (الإنجليزية)
- أندريا أندرسون على موقع اللجنة الأولمبية الدولية (الإنجليزية)
- أندريا أندرسون على موقع أوليمبيديا (الإنجليزية)